# Nina Romano
Pour les articles homonymes, voir Romano.
Nina Romano (de son vrai nom Isabel Craven Dilworth) est une actrice américaine née le 18 octobre 1901 à Salem (New Jersey) et décédée le 15 octobre 1966 à Los Angeles (Californie).

## Biographie

### Vie privée
Elle fut l'épouse de l'acteur Lou Tellegen de 1923 à 1928, puis du comte Sophus Danneskjold de 1933 à 1954.

## Filmographie
- 1925 : Un soir de tempête (The Storm Breaker) d'Edward Sloman : Judith Nyte
- 1926 : Celui qu'on aime (The Palace of Pleasure) d'Emmett J. Flynn : La femme de chambre
- 1926 : Les Mésaventures de Jones (What Happened to Jones) de William A. Seiter : Minerva Starlight
- 1926 : Amour de Prince (The Midnight Sun) de Dimitri Buchowetzki : Barbara
- 1926 : Money to Burn de Walter Lang : Maria González
- 1927 : Lost at the Front de Del Lord : la fille russe
- 1929 : Her Husband's Women de Leslie Pearce